# El Masnou
El Masnou ist eine katalanische Stadt in der Provinz Barcelona im Nordosten Spaniens. Sie liegt in der Comarca Maresme.

## Persönlichkeiten
- Lluís Millet i Pagès (1867–1941), Musiker und Mitbegründer des Orfeó Català
- Bruno Saltor (* 1980), Fußballspieler und -trainer
- Ricky Rubio (* 1990), Basketballspieler

## Weblinks

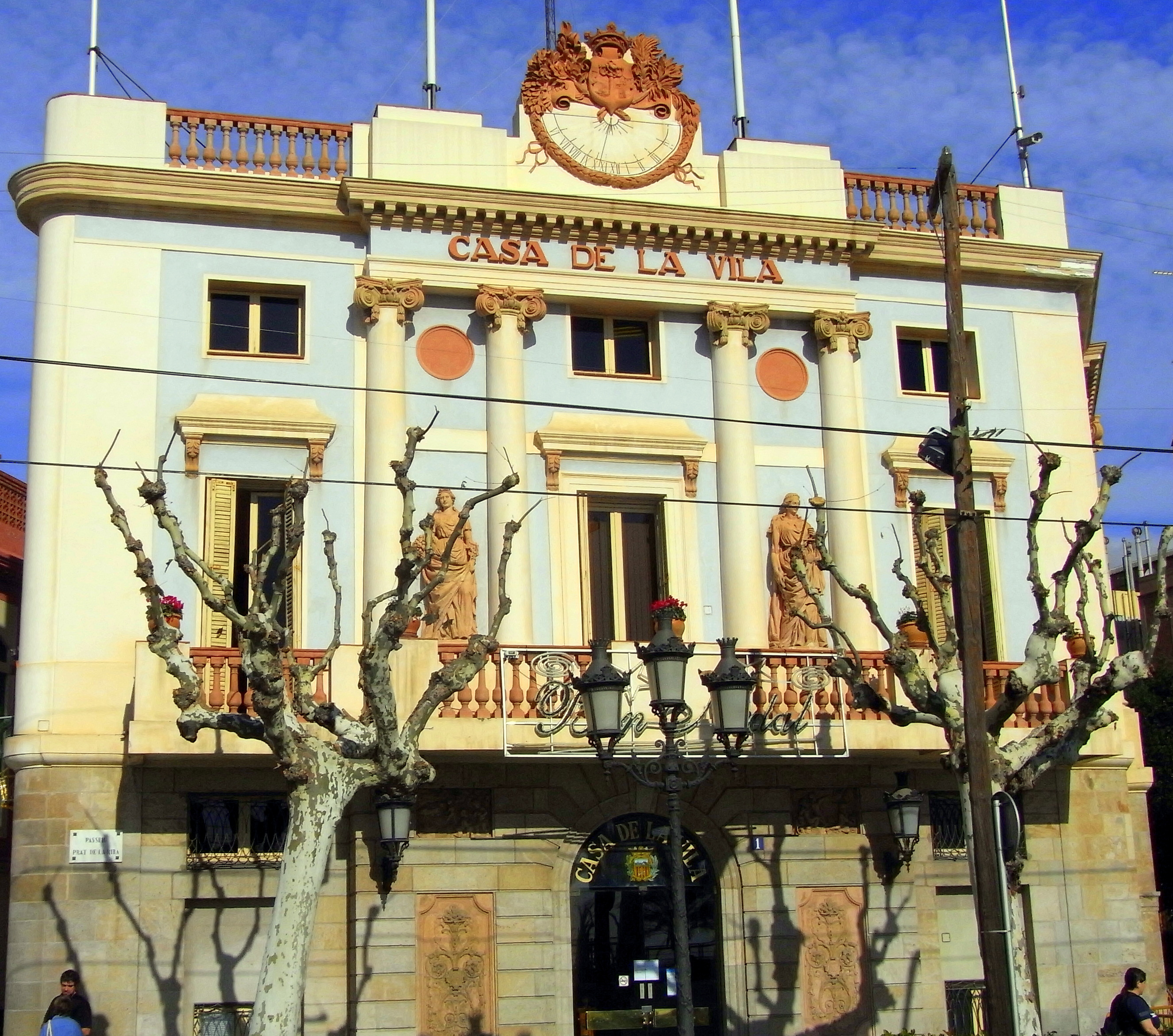
Das Rathaus von El Masnou